# NGC 5547
NGC 5547 est une lointaine galaxie spirale située dans la constellation de la Petite Ourse. Sa vitesse par rapport au fond diffus cosmologique est de 11 708 ± 37 km/s, ce qui correspond à une distance de Hubble de 173 ± 12 Mpc (∼564 millions d'al). NGC 5547 a été découverte par l'astronome germano-britannique William Herschel en 1797.
NGC 5547 est identifié à IC 4404 par la base de données HyperLeda. C'est une erreur, car IC 4404 est situé au nord de NGC 5547.